# Lars-Erik Lindén
Lars-Erik Lindén, född 15 juni 1944 i Vadstena, är en svensk scenograf. 

## Biografi
Lars-Erik Lindén utbildades vid verkstaden på Göteborgs Stadsteater och på Riksteaterns verkstäder. Han anställdes som dekormålare och scenograf vid Uppsala Stadsteater 1968 där han var verksam fram till 1973.
Efter Uppsala fortsatte han till dåvarande Örebroensemblen (sedermera Länsteatern i Örebro, Örebro Länsteater, nuvarande Örebro Teater, där han var anställd 1973-2005.
Under åren i Uppsala och Örebro gjorde han många gästspel som scenograf, bland annat på Östgötateatern, Dramaten, Riksteatern, Estonia Theatre i Tallinn och Stora Teatern i Göteborg. Efter 2005 har han fram till pension varit frilansscenograf och har gjort många uppsättningar i Norge och Finland.
I flera uppsättningar har han samarbetat med den norska dramatiken och regissören Terje Mærli.
Andra regissörer han återkommande arbetat med är Georg Malvius, Erik Kiviniemi samt Inger Liljefors.
Under sin mångåriga karriär har han skapat scenografier till över 160 uppsättningar, vid flera tillfällen har han också varit ljusdesigner. Han har också varit gästlärare vid Nordiska Scenografiskolan i Skellefteå.  
Lars Erik Lindén är omnämnd i den internationella Ibsen bibliografin.  

## Scenografier i urval
| År   | Produktion                        | Regissör          | Teater                                   |
| ---- | --------------------------------- | ----------------- | ---------------------------------------- |
| 1972 | Klas Klättermus                   | Håkan Englund     | Uppsala Stadsteater                      |
| 1978 | Den arme Richard                  | Claes Lundberg    | Dramaten                                 |
| 1982 | Mannen från La Mancha             | Georg Malvius     | Länsteatern i Örebro                     |
| 1983 | Romeo och Julie                   | Georg Malvius     | Länsteatern i Örebro                     |
| 1984 | Barberaren i Sevilla              | Georg Malvius     | Wermland Opera                           |
| 1984 | Cabaret                           | Georg Malvius     | Länsteatern i Örebro                     |
| 1986 | Bröderna Lejonhjärta              | Roland Klockare   | Länsteatern i Örebro                     |
| 1988 | Katt på hett plåttak              | Georg Malvius     | Östgötateatern                           |
| 1992 | Hedda Gabler                      | Terje Maerli      | Länsteatern i Örebro                     |
| 1992 | Wasa Pygmalion                    | Erik Kiviniemi    | Wasa Teater, Finland                     |
| 1994 | Birdy (scenografi och ljusdesign) | Erik Kiviniemi    | Södra Teatern, Stockholm                 |
| 1995 | Vildanden                         | Terje Maerli      | Trondelag Teater, Norge                  |
| 1996 | Hedda Gabler                      | Terje Maerli      | Teater Västernorrland                    |
| 1996 | Kung Oidipus                      | Ulf Fredriksson   | Länsteatern i Örebro                     |
| 1998 | Det är från Polisen               | Inger Liljefors   | Länsteatern i Örebro                     |
| 2002 | Lille Eyolf                       | Terje Maerli      | Teater Ibsen, Skien, Norge               |
| 2003 | Gagaringata                       | Terje Maerli      | Hålogaland Teater, Norge                 |
| 2003 | Bröderna Lejonhjärta              | Örjan Herlitz     | Länsteatern på Gotland                   |
| 2003 | Vildanden                         | Terje Maerli      | Regionteatern Blekinge Kronoberg         |
| 2004 | Frun från Havet                   | Terje Maerli      | Länsteatern i Örebro                     |
| 2005 | Oväder                            | Claes Lundberg    | Östgötateatern                           |
| 2005 | Speer                             | Terje Maerli      | Nationaltheatret, Oslo                   |
| 2007 | Gengångare                        | Terje Maerli      | Länsteatern i Örebro, Teater Västmanland |
| 2008 | Tosca                             | Sten Nicklasson   | Opera på Skäret                          |
| 2008 | Den siste viking                  | Terje Maerli      | Tröndelag Teater i Trondheim             |
| 2009 | En fröjdefull jul                 | Marie Parker Shaw | Regionteatern Blekinge Kronoberg         |
| 2010 | Sound of Music                    | Sven Sid          | Svenska Teatern, Helsingfors             |
| 2010 | Markusevangeliet                  | Ulf Fredriksson   | Norrbottensteatern                       |
|      | Vildanden                         | Terje Maerli      | Hålogaland Teater, Norge                 |
| 2005 | Når vi döde våkner                | Terje Maerli      | Rogaland Teater, Stavanger               |